# Teppichfliese

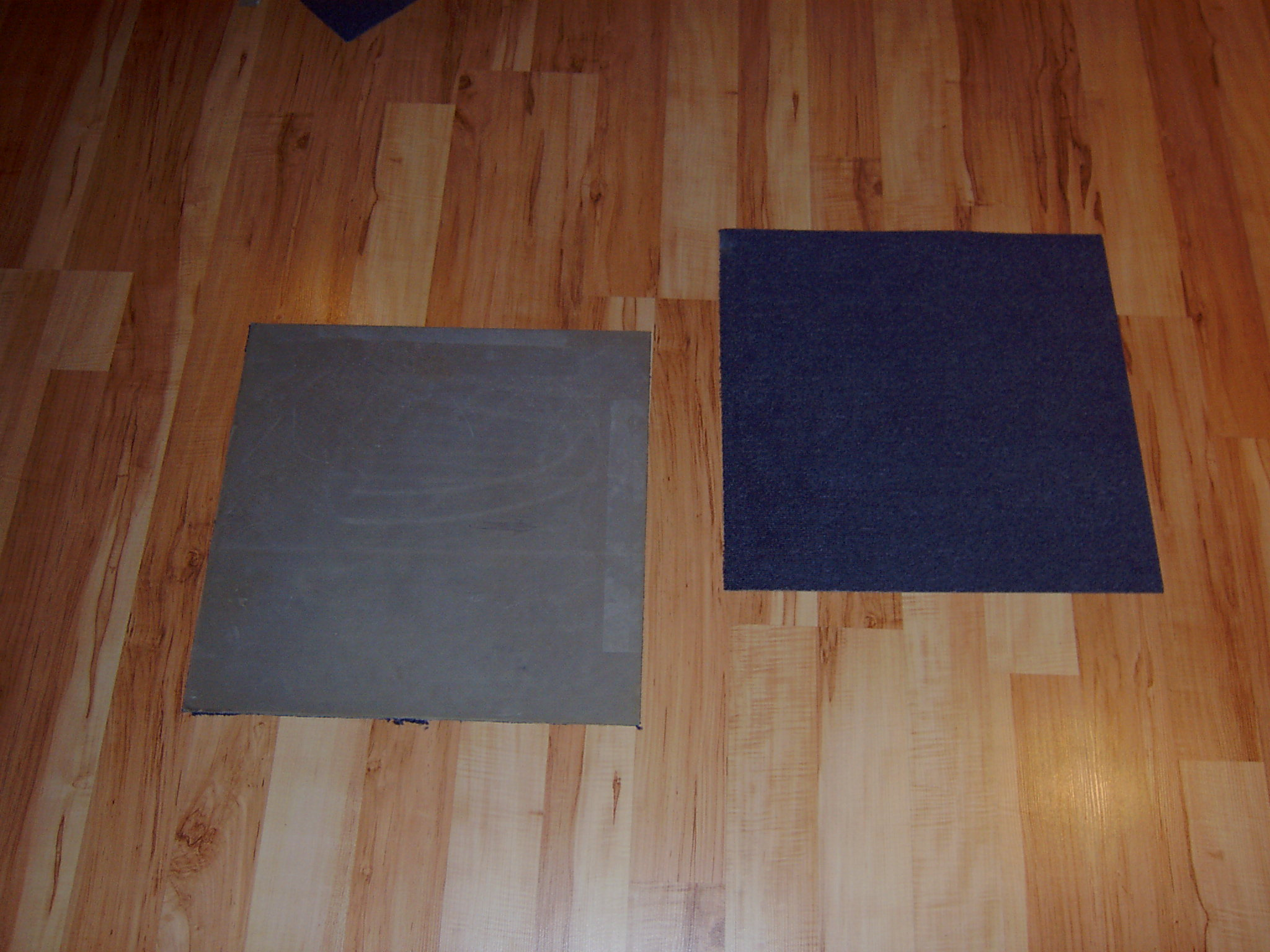
Vorder- und Rückseite gebrauchter Teppichfliesen

Teppichfliesen sind ein als Auslegware verlegter Bodenbelag.
Normalerweise haben sie eine Größe von 50 × 50 cm, es gibt aber auch Fliesen zu 40 × 40 cm, 1 × 1 m und weiteren Maßen.
Man unterscheidet Schlingen-, Cord-, Velours- und Nadelvliesware.
Teppichfliesen werden in der Regel lose verlegt. Dies ermöglicht die rutschfeste Rückenbeschichtung. Sie besteht traditionell entweder aus Bitumen, aus Gummi oder aus Naturlatex. Seit Mitte der 1980er Jahre haben sich Rückenbeschichtungen aus Polyesterfilz bewährt. Die Filzbeschichtung ist haltbar, dimensionsstabil, umweltfreundlich in Produktion und Entsorgung und weist hohe Ergonomie- und Akustikwerte auf.

## Eigenschaften
Im Vergleich zu herkömmlichem Teppichboden als Rollenware besitzen Teppichfliesen einige Vorteile:
- Einzelne Fliesen können bei Verschmutzung oder Beschädigung problemlos ausgewechselt werden
- Durch Verwendung verschiedenfarbiger Fliesen und Verlegemuster gibt es individuelle Gestaltungsmöglichkeiten
- Teppichfliesen können aufgrund der einzelnen Verpackungseinheiten leichter transportiert werden
- Teppichfliesen können wieder aufgenommen und erneut verlegt werden (zum Beispiel bei einem Wohnungswechsel)
- Teppichfliesen eignen sich aufgrund der lokalen Wiederaufnehmbarkeit für die Verwendung auf Doppel- bzw. Hohlraumböden.
- Aufgrund der Robustheit eignen sich die Teppichfliesen auch im stark fluktuierten gewerblichen Bereich
- Die Ware kann auch vom Nicht-Fachmann verlegt werden
- Geringerer Verschnitt

## Verwendung
Teppichfliesen werden privat und gewerblich (Büros, Messebau, Veranstaltungszelte) verwendet.
Teppichfliesen, oft aus Wohn- oder Arbeitsbereichen aussortiert, werden in Schulen und Vereinen als vielseitige Spielmaterialien genutzt. Sie sind günstig, leicht transportierbar und platzsparend. Die flauschigen Oberflächen eignen sich für verschiedene Bewegungsspiele sowie für Kommunikations- und Kooperationsaufgaben in Partner- und Gruppenspielen.